# マドガ

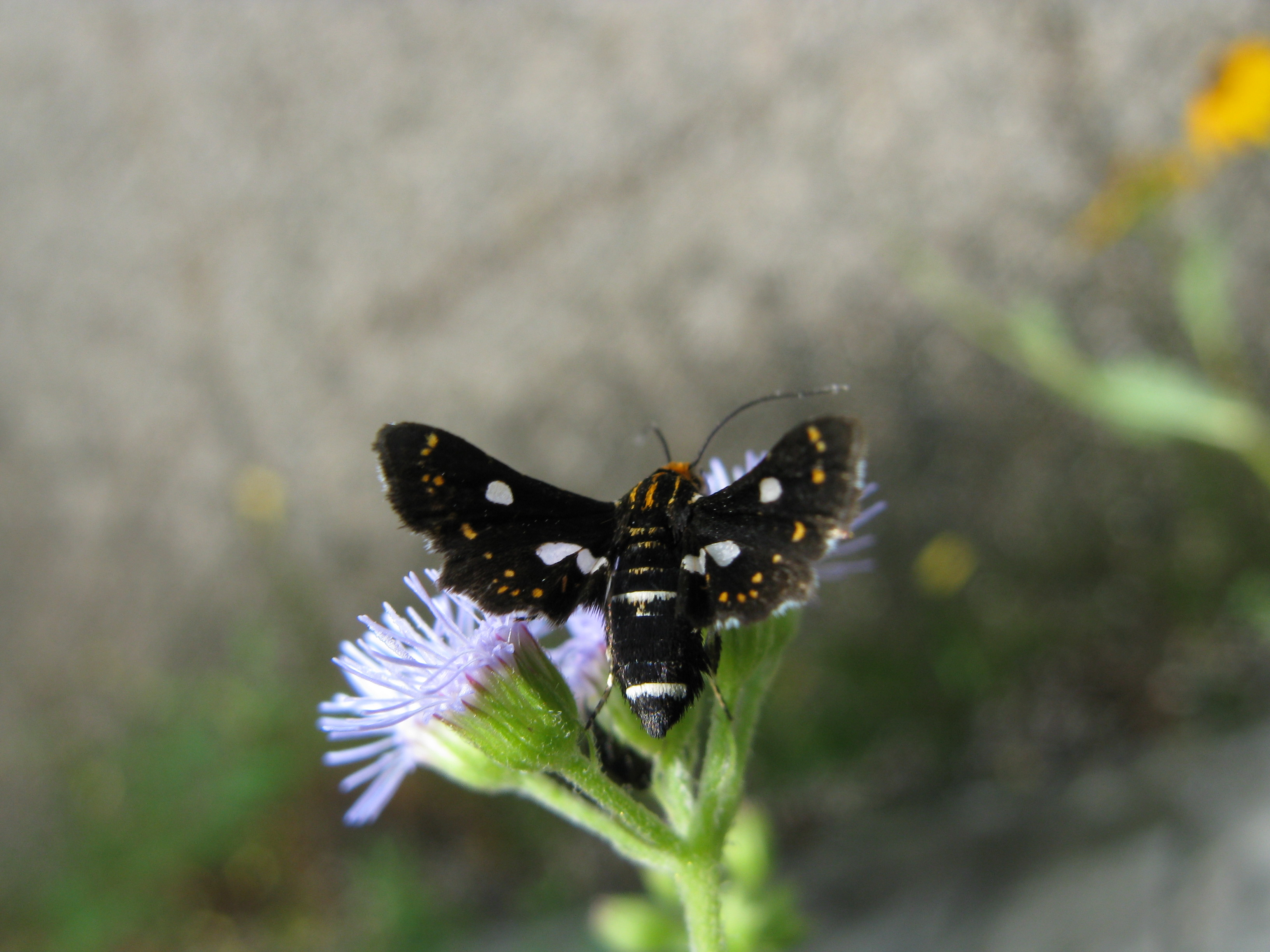
メス

マドガ（窓蛾）、学名 Thyris usitata はマドガ科に分類される蛾の一種。択捉島から九州まで分布する日本の固有種。属名 Thyris はギリシア語の θύρα（thýra: 窓、ドア、入り口）からで、翅の中室にある半透明の白色斑を窓に見立てたもの。和名の窓蛾も同様。種小名 usitata はラテン語の usitata （普通の、通常の）。本種を命名記載した Butler は、当初入手したのは1個体のみで、その斑紋などの特徴が種としての特徴なのかたまたま変わった個体なのかの判断がつかなかったが、追加標本を得て、その特徴が種として安定した「通常の」ものであることが判明したと述べている。

## 分布
日本に固有：千島列島南部（択捉島）、北海道本土、本州、四国、九州、対馬。平地から山地にかけて多産する。

## 形態
成虫：　開張12-18mmほどの小型の蛾で、メスはオスよりやや大きい傾向がある。オスの触角は片側のみが櫛歯状になる片櫛状、メスの触角は繊毛状。オスの腹端は細く伸び、メスの腹端は鈍く丸い。
翅表面の地色は黒っぽく、光沢のある黒褐色、あるいは銅光沢を伴った暗紫褐色と表現される。前翅の中央付近と後翅の基半付近とに「窓」の由来となった半透明の白色斑があり、その周囲に小さい黄色班を散らす。また前後の翅の外縁のそれぞれ2箇所も白くなっており、全体としてチラチラとした模様となっている。翅の裏面は表面とほぼ同様ながら、黄色斑はやや大きく数も多い。
頭部には黄褐色の鱗粉が多く、胸背部にも同色の鱗粉による3縦線がある。
下唇鬚（ラビアル・パルプス：labial pulps）の第2節は幅広く、第3節は細い。脚は黒褐色で腿節、脛節、および複数の跗節の各節末端は黄色い。
腹部背面には細く白い横断線が2本ある。
幼虫：　体長9mm、幅1.5mmほどの太短いイモムシ型。体は白色半透明で内部の消化管などが透視される。老熟幼虫は暗褐色。頭部は黒色、頭幅は約1.35mmで幅と高さはほぼ同じ。前胸背板も光沢のある黒色で、その後縁はやや隆起する。胴体（胸-腹部）の刺毛の基部の硬皮板は黒褐色でやや大きく目立つ。
卵：　暗褐色で0.75mm長の短桿状（短いさお状）、食草であるボタンヅルの葉裏に1粒ずつ産み付けられる。

## 生態
成虫は年2化で5-6月と7-8月に羽化、もしくは4月から9月の間に出現する。昼行性で日中に飛び回って吸蜜吸水し、花などに来るものがよく観察される。食草はボタンヅル。卵は食草の葉裏に1粒ずつ産下される。孵化した幼虫は最初は葉の縁に沿った部分を切って巻くが、成長すると1枚もしくは2枚の葉全体を細く巻いて粗く綴り、その中で葉を摂食する。幼虫はカメムシ類に似た臭いを出す。幼虫で越冬すると推定されている。

## 分類
- 原記載：
  - Thyris usitata, Butler, 1879[1], Ann. & Mag. Nat. Hist. 5th ser. 4 (23): 367
- タイプ産地：
  - 横浜[2]。
  - 本種の原記載そのものには具体的な産地は記されておらず、論文の冒頭部に当論文内で記載された新種の大部分はプライヤーが横浜で収集したものである旨が記してあるが、マドガの記載文はジョナス（ Frederick Maurice Jonas：1851－1924）の標本に基づいている[1]。ジョナスは横浜に在住し蝶類などの収集を行った人物。

- 異名
  - Thyris unifenestrella Bryk, 1942: 87, fig.3[5].

- 亜種
  - 亜種は区別されていない。本種の亜種とされたことがある極東ロシアの ussuriensis は別種（の亜種）（下記参照）。

## 近似種

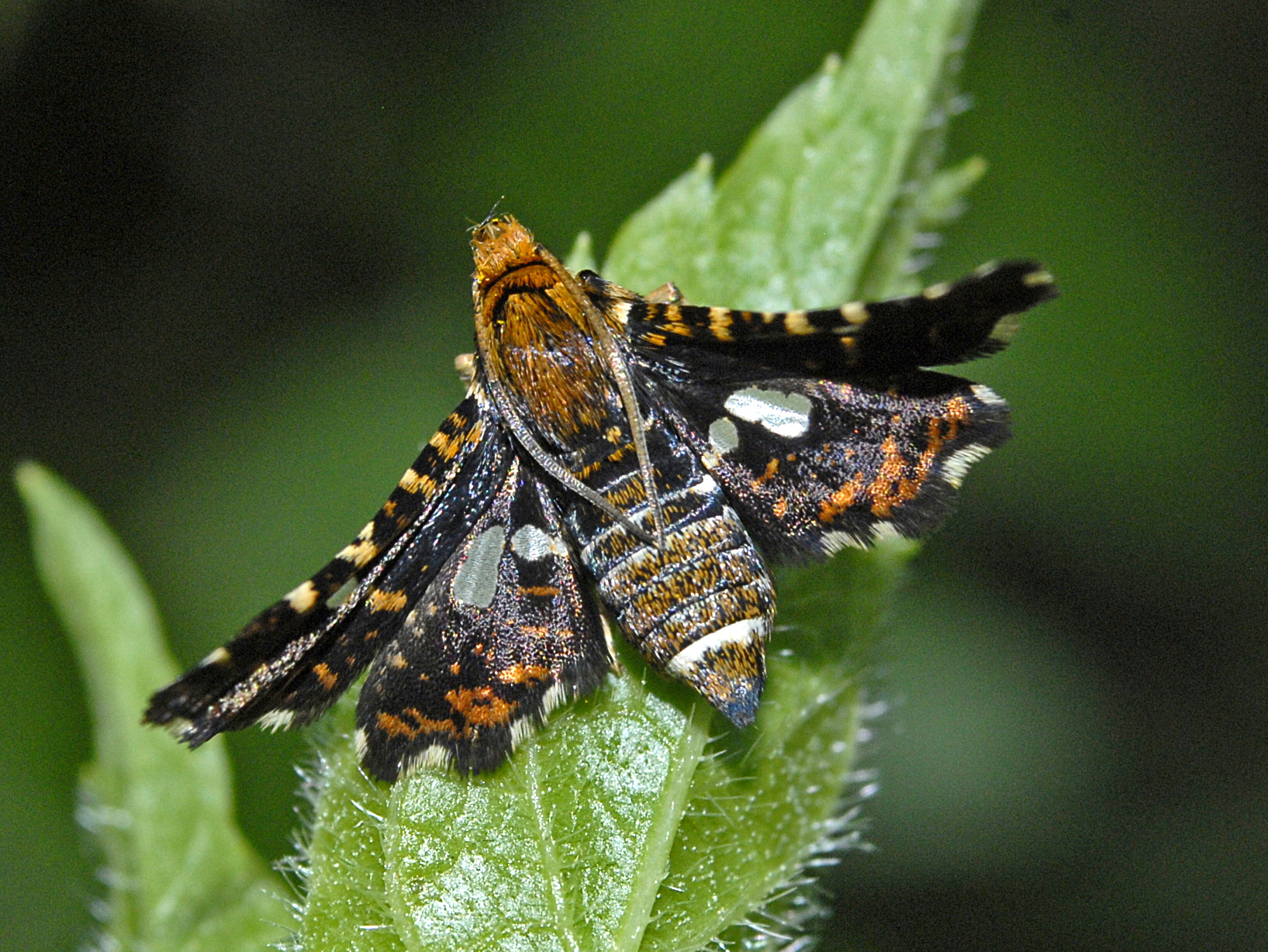
T. fenestrella （イタリア）

- Thyris fenestrella (Scopoli, 1763)

Thyris 属のタイプ種。ユーラシア西部に分布する。
- Thyris fenestrella ussuriensis Zagulajev, 1985

ロシア極東部（ウスリー、アムール、サハリンなど）に分布する上記 fenestrella の亜種。最初は独立種として記載されたが、その後マドガの亜種として扱われたことがある。しかし前翅の半透明班が2個あること（マドガでは1個）や、オス交尾器のウンクス先端が尖り（マドガでは短く丸い）、同アンプラのコスタに多数の小歯があることなどでマドガとは明確に異なり、交尾器がよく似た上記 Thyris fenestrella の亜種とされるようになった。過去におけるロシア極東部からのマドガの記録は本亜種を誤認したものであり、実際には分布しないとされる。